# کوه پرکینز (کالیفرنیا)
کوه پرکینز (به انگلیسی: Mount Perkins) یک کوه در ایالات متحده آمریکا است که در شهرستان اینیو، کالیفرنیا واقع شده‌است.